# 境川村
境川村（さかいがわむら）は、山梨県南東部に位置した東八代郡の村である。2004年10月12日に東山梨郡春日居町と東八代郡4町（石和町、御坂町、一宮町、八代町）とともに合併し、笛吹市となった。

## 地理
県中央部、甲府盆地の南縁に位置する。盆地南縁に広がる曽根丘陵の東端にあたり、村域中央部が丘陵地域で、北部は笛吹川支流の扇状地から成る平坦地、南部は御坂山地に属する山間地域。

## 歴史

### 先史・古代
曽根丘陵地域や扇状地域は旧石器時代からの遺跡が分布しており、村域でも旧石器時代のナイフ石器や尖頭器などの遺物が見られ、縄文時代の遺跡も早期・前期から出現する。中でも前期の寺平遺跡、諏訪尻遺跡をはじめ、県内で遺跡数が飛躍的に増加する中期に至ると、重要文化財に指定されている完形の良質な土器類や土偶など豊富な遺物が出土している一の沢遺跡や京原遺跡など一括した資料が出土している遺跡が充実しているが、中期以降は激減する。
弥生時代の遺跡も見られないが、曽根丘陵では東山地域において東海地方の影響を受けた弥生後期の方形周溝墓群が分布する上の平遺跡が出現し、古墳時代前期には東山・米倉山地域において前期古墳が展開し4世紀後半の甲斐銚子塚古墳の出現に至るが、村域でも弥生終末期から古墳前期には住居跡や方形周溝墓群が見られ、古墳の造営は中道勢力が衰退した5世紀以降に集中しており、この時期の集落遺跡も点在している。奈良・平安時代の集落遺跡も見られ、台地の斜面地形を利用した鍛冶遺構や須恵器窯跡も見られる。

### 中世・近世
中世には源義清・清光の子孫が甲斐源氏として甲府盆地の各地へ進出する。『甲斐国志』によれば、清光の子である曽根厳尊が現在の甲府市上曽根・下曽根地域を本拠とし、村域にも勢力を及ぼしていたと考えられており、寺尾の諏方南宮大神社は寿永年間に厳尊が創建し、その子孫が造営に携わったという。
また、『甲斐国志』によれば武田信光の子である朝信（太郎）・信継の兄弟は村域を本拠とし、朝信は黒坂、信継は石橋を本拠としそれぞれ黒坂氏・石橋氏の祖となったという。石橋付近には、石橋の八幡神社随身像底の大永3年6月21日の銘文に唯一の初見が見られる石橋荘が存在している。
『吾妻鏡』建仁元年（1201年）6月29日条によれば、同年に越後国の城資盛（小太郎）が反逆により捕縛されると、甲斐源氏の一族で中央市浅利を本拠とした浅利義遠（義成）は将軍・源頼家に願い、資盛の叔母である坂額御前を妻にしたと言う。このため、小黒坂には坂額御前の墓と伝わる坂額塚がある。
室町時代には甲斐守護・武田氏との関係を示す伝承が見られ、応永2年（1395年）には「黒坂信光」が大黒坂に所在する聖応寺に寺領を寄進しており、この人物は甲斐守護・武田信満と同一人物であるとする説がある。また、『甲斐国志』によれば、宝徳2年（1450年）には甲斐守護・武田信重が「黒坂太郎」を襲撃するが、穴山伊豆守による反撃で自害したという。
戦国時代には武田氏の家中で内訌が発生し、『勝山記』『一蓮寺過去帳』によれば、永正5年（1508年）には甲斐守護・武田信虎が叔父にあたる油川信恵を撃破し、信恵のほか岩手縄美をはじめとする信恵方の大半が戦死したという。『甲斐国志』ではこの合戦が行われた場所を村域の坊ヶ峰としている。

### 沿革
- 1903年（明治36年）4月1日 - 五成村・圭林村・藤垈村・寺尾村が合併して発足。
- 2004年（平成16年）10月12日 - 石和町・一宮町・御坂町・八代町・東山梨郡春日居町と合併して笛吹市が発足。同日境川村廃止。

## 村長
- 宇佐美一宝

## 経済
農業
主要産業は農業であるが、明治期には養蚕が普及したため丘陵地域を中心に畑作から転換し、桑市も成立する。戦後には県内でも養蚕が衰退し、野菜・果樹栽培を中心とした近郊農業が行われている。『大日本篤農家名鑑』によれば境川村の篤農家は、「宇佐美一寶、岡徳蔵、中村熊次郎、大久保道三郎、山本一華、橘田一記」などである。

## 交通

### 鉄道
- 村内には通っていない。最寄り駅は中央本線石和温泉駅もしくは身延線甲斐住吉駅。

### 道路
- 中央自動車道
  - 境川パーキングエリア
- 国道358号
- 山梨県道34号白井甲州線
- 山梨県道308号鶯宿上曽根線
- 山梨県道313号藤垈石和線

## 出身有名人

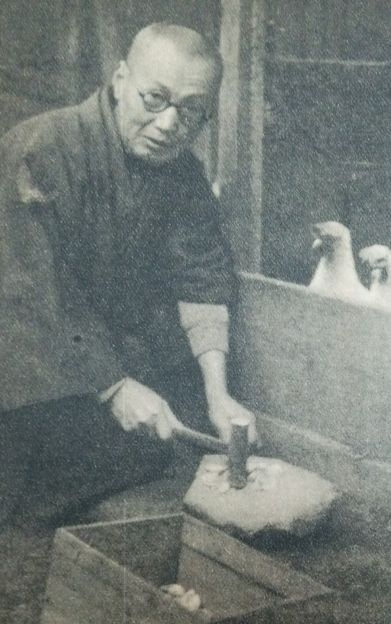
飯田蛇笏

- 飯田蛇笏（俳人）
- 飯田龍太（俳人） - 飯田蛇笏の四男。
- 小野政方（童話作家）
- 北野隆春 (スタンレー電気の創業者)
- 桑原福保（洋画家）